# Michael Hartmann (Soziologe)

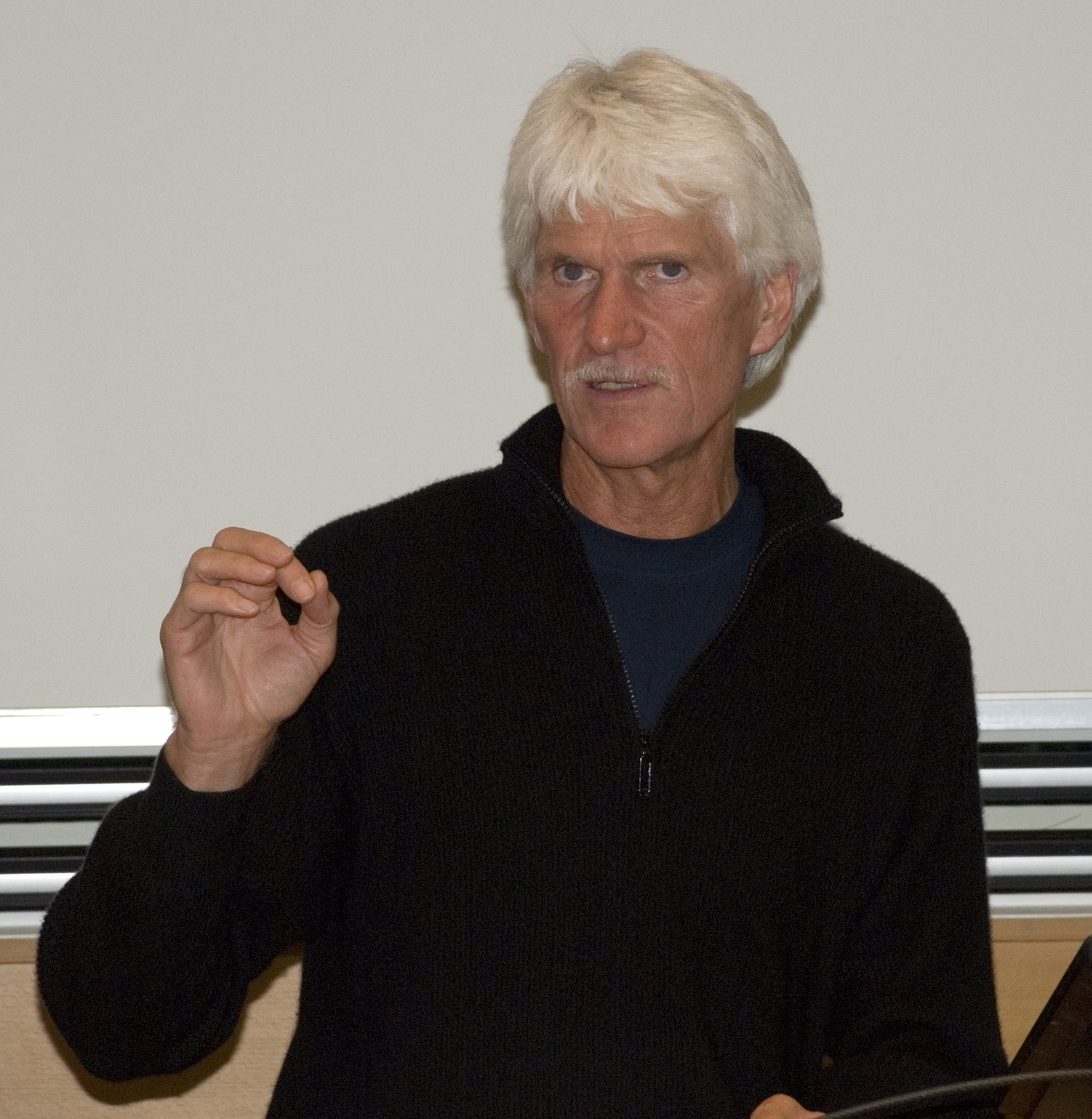
Michael Hartmann (2008)

Michael Hartmann (* 24. August 1952 in Paderborn) ist ein deutscher Soziologe. Hartmann war bis 2014 Professor für Soziologie mit den Schwerpunkten Elitesoziologie, Industrie- und Betriebssoziologie sowie Organisationssoziologie an der Technischen Universität Darmstadt.

## Leben
Hartmann legte 1971 sein Abitur am altsprachlichen Gymnasium Theodorianum in Paderborn ab. Sein Studium von 1971 bis 1976 in den Fächern Soziologie, Politikwissenschaft, Philosophie, Geschichte, Germanistik und Psychologie an den Universitäten in Marburg und Hannover schloss er mit dem M. A. in Soziologie und Politikwissenschaften ab. Im Jahre 1979 wurde er in Hannover zum Dr. phil. promoviert. 1983 habilitierte er sich für Soziologie an der Universität Osnabrück.
Nach verschiedenen Projektarbeiten, befristeten Tätigkeiten, Gast- und Vertretungsprofessuren war Michael Hartmann von 1999 bis 2014 als Professor für Soziologie am Fachbereich Gesellschafts- und Geschichtswissenschaften der Technischen Universität Darmstadt tätig. Hartmanns Forschungsinteresse gilt besonders der Elitenforschung sowie der Globalisierung und deren Einfluss auf die unterschiedlichen nationalen Wirtschaftsstile (Globalization and National Economic Cultures). Hartmann hat in zwölf Sprachen publiziert.
Hochschulpolitisch setzt er sich gegen Studiengebühren und gegen die Förderung sogenannter „Eliteuniversitäten“ ein.
Aus gesundheitlichen Gründen hat sich Hartmann 2014 vorzeitig pensionieren lassen.
Hartmann war bis zu dessen Selbstauflösung 2021 Mitglied im Wissenschaftlichen Beirat von Attac.
Michael Hartmann nimmt immer wieder auch in tagespolitischen Medien Stellung, so etwa in der taz, dem Tagesspiegel, der jungen Welt, der Frankfurter Rundschau, der Zeit und im Deutschlandfunk.

## Forschungsarbeiten
In seinen Forschungen beschäftigt sich Hartmann vorrangig mit den internationalen Eliten, der zunehmenden Kluft zwischen Arm und Reich und dem Anwachsen des Rechtspopulismus. In seinen empirischen Studien Die globale Wirtschaftselite. Eine Legende und Soziale Ungleichheit – kein Thema für die Eliten? untersucht Hartmann zum einen die führenden Topmanager und Milliardäre dieser Welt, zum anderen die aktuelle Wirtschafts-, Justiz-, Wissenschafts- und politische Elite in Deutschland. In seiner Studie Eliten und Macht in Europa zeichnet er die Neuformierung der Eliten nach 1945 in Frankreich, Großbritannien, Deutschland und Italien nach und stellt ebenso die Wandlungsprozesse der Elitenformation in diesen und weiteren Ländern (Spanien, Schweiz, Österreich, Beneluxländer, skandinavische und osteuropäische Länder) dar. Zudem diskutiert er die Frage, inwiefern man von einer Europäisierung der Eliten sprechen kann und welche gesellschaftlichen Kräfteverhältnisse sich im Zusammenhang mit Eliten zeigen. In seiner großen empirischen Studie Der Mythos von den Leistungseliten untersucht Hartmann den Zusammenhang von sozialer Herkunft und Zugangschancen zu Elitepositionen in Deutschland. Er kommt zu dem Ergebnis, dass soziale Herkunft für die Besetzung von Spitzenpositionen ausschlaggebend ist.

### Die Abgehobenen. Wie die Eliten die Demokratie gefährden 2018
In diesem Buch geht Hartmann dem Zusammenhang zwischen der neoliberalen Politik der Eliten und dem Aufstieg des Rechtspopulismus nach. Er macht dies überwiegend am Beispiel Deutschlands deutlich, zieht aber auch andere Länder wie vor allem Großbritannien und die USA zur Beweisführung heran. Die drei zentralen Thesen des Buches lauten: 1. Die von der neoliberalen Politik der letzten Jahrzehnte verursachte soziale Spaltung der Gesellschaft bildet die entscheidende Grundlage für den Erfolg des Rechtspopulismus. 2. Für die Durchsetzung des neoliberalen Kurswechsels war ein grundlegender Wandel in der sozialen Rekrutierung vor allem der politischen Elite (eine erheblich größere soziale Exklusivität) wesentlich. Die mehrheitliche Rekrutierung der Eliten aus den oberen vier Prozent der Bevölkerung (Bürger- und Großbürgertum) prägt das Denken und Handeln der Eliten. Sie sehen aufgrund ihrer Herkunft soziale Ungleichheit als weit unproblematischer an als die Bevölkerung und lehnen höhere Steuern auf hohe Einkommen und Vermögen im Gegensatz zur Bevölkerung entschieden ab. 3. Da alle Elitemitglieder unabhängig von ihrer Herkunft zu den Gewinnern der neoliberalen Politik zählen, findet diese in den Eliten weiterhin große Zustimmung.

### Die globale Wirtschaftselite 2016
In dieser Publikation beschäftigt sich Hartmann mit der These der Existenz einer globalen Wirtschaftselite oder -klasse, die sich aus den Topmanagern der größten Unternehmen und den reichsten Menschen der Welt zusammensetze. Auf Basis einer umfassenden Analyse der Vorstandschefs oder Chief Executive Officer (CEOs) der 1.000 größten Unternehmen der Welt, der Vorsitzenden und Mitglieder der Aufsichtsräte sowie der rund 1.000 reichsten Personen der Welt kommt er zu dem generellen Ergebnis, dass es keine globale Wirtschaftselite gibt und es auf absehbare Zeit auch keine geben wird. Er zeigt auf, dass nur jeder achte der CEOs ein Unternehmen außerhalb des Heimatlandes leitet. Berücksichtigt man zudem, dass davon zwei Dutzend nicht wirklich außerhalb ihres Heimatlandes arbeiten, da die Unternehmen nur juristisch außerhalb des jeweiligen Ursprungslandes angesiedelt sind, und dass zwei Drittel der ausländischen CEOs innerhalb ihres vertrauten Sprach- und Kulturraums leben und arbeiten, so dezimiert sich der Anteil weiter. Die Schweiz sei das einzige Land, das wirklich mit einer internationalen Spitze in den Unternehmen aufwarten kann.

### Soziale Ungleichheit – kein Thema für die Eliten 2013
In dieser Publikation untersucht Hartmann die aktuelle deutsche Wirtschafts-, Justiz-, Wissenschafts- und politische Elite in Deutschland. Dabei zeichnet er das Sozialprofil sowie die Bildungs- und Karrierewege der Eliten nach und stellt Befunde aus Befragungen mit Angehörigen der deutschen Eliten über ihre Einstellungen zur Finanzkrise und zum Problem der sozialen Ungleichheit dar. Neben dem Befund, dass Frauen, Ausländer und ehemalige DDR-Bürger in den Eliten massiv unterrepräsentiert sind, verweist er auf deutliche Unterschiede zwischen den einzelnen Sektoren: Während die Wirtschaft den sozial exklusivsten Zirkel darstellt, sind die Eliten in der Politik deutlich heterogener zusammengesetzt. Die soziale Herkunft prägt auch die politische Einstellung der Personen. Hinsichtlich der Problematik wachsender sozialer Ungleichheiten in der Gesellschaft fasst Hartmann zusammen, dass „je höher die soziale Herkunft der Eliteangehörigen ist, desto eher neigen sie einer positiven Sicht der Dinge zu. Während die Arbeiterkinder unter ihnen die sozialen Unterschiede fast zweieinhalbmal so häufig ungerecht finden wie gerecht, ist es bei den Großbürgerkindern nahezu genau umgekehrt.“

### Eliten und Macht in Europa 2007
In dieser Studie zeichnet er die Neuformierung der Eliten nach 1945 in Frankreich, Großbritannien, Deutschland und Italien nach und stellt ebenso die Wandlungsprozesse der Elitenformation in diesen und weiteren Ländern (Spanien, Schweiz, Österreich, Beneluxländer, skandinavische und osteuropäische Länder) dar. Zudem diskutiert er die Frage, inwiefern man von einer Europäisierung der Eliten sprechen kann und welche gesellschaftlichen Kräfteverhältnisse sich im Zusammenhang mit Eliten zeigen. Hartmann geht davon aus, dass nach wie vor nationale Rekrutierungs- und Aufstiegsmuster vorherrschen und die Herkunft und Homogenität in direktem Zusammenhang mit sozialen Ungleichheiten steht. Dabei zeigt sich, dass je exklusiver und homogener eine nationale Elite ist, sich die Kluft zwischen Arm und Reich als umso größer erweist.

### Der Mythos von den Leistungseliten 2002
In dieser empirischen Studie untersucht Hartmann den Zusammenhang von sozialer Herkunft und Zugangschancen zu Elitepositionen in Deutschland. Er kommt zu dem Ergebnis, dass die Chancengleichheit diesbezüglich erhebliche Defizite aufweist.
Dazu untersuchte er die Biografien von 6500 Doktoren der Promotionsjahre 1955, 1965, 1975 und 1985 in der Bundesrepublik Deutschland anhand ihrer Lebensläufe in der Dissertation. Dabei konzentrierte er sich wegen ihrer Bedeutung für die Herrschaftsstruktur in den Bereichen Wirtschaft, Wissenschaft, Justiz und Politik auf Juristen, Wirtschaftswissenschaftler und Ingenieure. Zum einen stellt Hartmann fest, dass bereits die Promotion sozial hoch selektiv ist. Es zeige sich bei Betrachtung des weiteren Karriereverlaufs der Promovierten, dass Spitzenpositionen in den untersuchten Bereichen in überrepräsentativen Ausmaß von Kindern des Großbürgertums und des gehobenen Bürgertums besetzt werden. Dabei unterliege der Wirtschaftsbereich einer stärkeren sozialen Selektion als die Bereiche Justiz und Politik. Hartmann begründet dies mit der Wahlmöglichkeit der aus „Großbürgertum“ und „gehobenen Bürgertum“ stammenden Kinder, die vorwiegend in Positionen der Wirtschaft drängen und sich erst dann für Justiz und Politik entscheiden, wenn die gesamtwirtschaftliche Situation die Aussichten auf eine Wirtschaftskarriere schmälert.
Die in der strukturfunktionalistischen Schule der Eliteforschung vertretene Position, die Rekrutierung der Eliten erfolge vorrangig anhand der individuellen Leistung, hätten sich insoweit nicht bestätigt. Auch die Hoffnungen Ralf Dahrendorfs und der meisten anderen Eliteforscher, die Bildungsexpansion mit ihrer sozialen Öffnung der Hochschulen werde an der Bedeutung der sozialen Herkunft bei der Rekrutierung der Eliten Wesentliches ändern, hätten sich dementsprechend nur unzureichend erfüllt. Zwar sei es zunächst durchaus zu einer Öffnung der Promotion für breitere Teile der Gesellschaft gekommen, doch habe bei den untersuchten Jahrgängen inzwischen eine weitere soziale Selektion bei der Verteilung von Spitzenpositionen eingesetzt.
Zusammenfassend habe also die Bildungsexpansion zwar den Zugang zu den Bildungsinstitutionen für breite Gesellschaftsteile erleichtert, nicht aber den zu den Elitepositionen.
Im Einzelnen:
- Nach Hartmann stammen die deutschen Eliten überproportional aus den Reihen des Bürgertums. (Zum „Bürgertum“ zählen bei ihm „größere“ Unternehmer, aber auch Grundbesitzer (Land- und Forstwirte), akademische Freiberufler (Freie Berufe), leitende Angestellte (Manager) sowie höhere Beamte und Offiziere, aber keine kleineren Unternehmer und Kaufleute und keine Handwerker.[6]) In der Vätergeneration der heutigen Eliten stellten diese Berufsgruppen zirka 3,5 % der männlichen Erwerbstätigen. Weitgehend einig sei man sich in der Einschätzung, dass die politische Elite sozial am durchlässigsten und die Wirtschaftselite am geschlossensten sei.
- Es besteht ein prinzipieller Zusammenhang zwischen der sozialen Selektivität des deutschen Bildungssystems und der sozialen Rekrutierung der deutschen Eliten.
- Verantwortlich für das soziale Ungleichgewicht seien zwei Aspekte. Zum einen gebe es eine Vielzahl von Auslesemechanismen innerhalb des deutschen Bildungssystems, das sich im internationalen Vergleich – wie die Schülerleistungsstudie PISA deutlich gezeigt hat – durch eine besonders ausgeprägte soziale Selektion auszeichnet. Die Dreigliederung des Schulwesens spielt nach ihm in dieser Hinsicht eine entscheidende Rolle. So benötigt z. B. nach einer Erhebung unter allen Hamburger Fünftklässlern ein Kind, dessen Vater das Abitur gemacht hat, ein Drittel weniger Punkte für eine Gymnasialempfehlung als ein Kind mit einem Vater ohne Schulabschluss. Bei Versetzungsentscheidungen seien dieselben Mechanismen zu beobachten.[7] Zum anderen spielten Selektionsmechanismen während des Berufslebens eine Rolle, die sich im Wesentlichen auf unbestimmte „Persönlichkeits“-Merkmale beziehen. Die Bedeutung der ‚richtigen Chemie‘ oder des ‚Bauchgefühls‘ hängt wesentlich mit dem Bedürfnis der führenden Kader zusammen, sich mit Personen zu umgeben, denen man vertrauen und die man entsprechend besser einschätzen kann. Man müsse sich einen Vorstand, so ein interviewter Topmanager, in der Regel als eine Schicksalsgemeinschaft vorstellen, die gemeinsam erfolgreich sei oder aber scheitere. Maßgeblich dafür, ob man glaubt, jemandem vertrauen zu können, und damit auch für die Entscheidung, eine Person als Vorstandskollege zu akzeptieren, sei somit letztlich der Habitus der Person. Der gewünschte Habitus wird in den Chefetagen deutscher Großunternehmen an vier zentralen Persönlichkeitsmerkmalen festgemacht:
  - Man sollte eine intime Kenntnis der Dress- und Benimmcodes aufweisen, weil dies aus Sicht der Entscheider anzeigt, ob der Kandidat die geschriebenen und vor allem die ungeschriebenen Regeln und Gesetze in den Chefetagen der Wirtschaft kenne und auch zu beherzigen gewillt sei.
  - Eine breite Allgemeinbildung sei erwünscht, weil sie als ein klares Indiz für den berühmten und als unbedingt notwendig erachteten ‚Blick über den Tellerrand‘ angesehen werde.
  - Notwendig sei auch eine breite unternehmerische Einstellung und die damit als notwendig erachtete optimistische Lebenseinstellung.
  - Persönliche Souveränität in Auftreten und Verhalten als wichtigstes Element schließlich zeichne in den Augen der Verantwortlichen all diejenigen aus, die für Führungsaufgaben dieser Größenordnung geeignet seien.

Solche habituellen Persönlichkeitsmerkmale werden in erster Linie von dem Milieu vermittelt, in dem man aufgewachsen ist, und sind nicht durch fachliche persönliche Leistung zu erwerben.
2019 äußerte Hartmann in einem Interview, dass das Allgemeinwissen an Bedeutung verliere und die Souveränität entscheidend sei. Der Bedeutungsverlust des Allgemeinwissens sei durch einen generellen Bedeutungsverlust des Bildungsbürgertums zu erklären, wobei nur noch Großbürgerkinder ein intensives Verhältnis zu Kunst und Musik entwickelten.

## Schriften
- Die Abgehobenen. Wie die Eliten die Demokratie gefährden. Campus Verlag, Frankfurt am Main u. a. 2018, ISBN 978-3-593-50928-0.[10]
- Die globale Wirtschaftselite. Eine Legende. Campus Verlag, Frankfurt am Main u. a. 2016, ISBN 978-3-593-50610-4.
- Deutsche Eliten – Die wahre Parallelgesellschaft. In: Aus Politik und Zeitgeschichte. 15/2014.
- Soziale Ungleichheit – Kein Thema für die Eliten? Campus Verlag, Frankfurt am Main u. a. 2013, ISBN 978-3-593-39948-5.
- Eliten und Macht in Europa. Ein internationaler Vergleich. Campus Verlag, Frankfurt am Main u. a. 2007, ISBN 978-3-593-38434-4.
- Elitesoziologie. Eine Einführung. Campus Verlag, Frankfurt am Main u. a. 2004, ISBN 3-593-37439-0.
- Eliten in Deutschland – Rekrutierungswege und Karrierepfade. In: Das Parlament, Aus Politik und Zeitgeschichte. Band 10, 2004, S. 17–21 (bundestag.de).
- Der Mythos von den Leistungseliten. Campus Verlag, Frankfurt am Main u. a. 2002, ISBN 3-593-37151-0.
- Topmanager – Die Rekrutierung einer Elite. Frankfurt am Main 1996, ISBN 3-593-35513-2.
- Juristen in der Wirtschaft. Beck, München 1990, ISBN 3-406-34650-2.
- Rationalisierung im Widerspruch. Campus Verlag, Frankfurt am Main 1984, ISBN 3-593-33416-X.
- Rationalisierung der Verwaltungsarbeit im privatwirtschaftlichen Bereich. Campus Verlag, Frankfurt am Main 1981, ISBN 3-593-32875-5.

## Auszeichnungen und Stipendien
- 2010 Thyssen-Preis für den zweitbesten sozialwissenschaftlichen Aufsatz des Jahres
- 2008 Preis der Deutschen Gesellschaft für Soziologie für hervorragende Leistungen auf dem Gebiet der öffentlichen Wirksamkeit der Soziologie
- 2002 Thyssen-Preis für den besten sozialwissenschaftlichen Aufsatz des Jahres
- 1992–1994 Forschungsstipendiat der DFG
- 1977–1979 Stipendium der Graduiertenförderung der Bundesregierung